# Gräberfelder von Ferschweiler
Die Gräberfelder von Ferschweiler sind mehrere Grabfelder unterschiedlicher Zeitstellung auf der Gemarkung der Ortsgemeinde Ferschweiler im Eifelkreis Bitburg-Prüm in Rheinland-Pfalz.

## Beschreibung
Die Region um Ferschweiler war schon früh besiedelt, was durch wiederholte Funde von Gräbern nachgewiesen werden konnte. Es handelt sich um neun Örtlichkeiten im gesamten Bereich der heutigen Ortslage sowie der Umgebung. Entdeckt wurden acht Funde aus der Zeit der Römer sowie ein Fund aus der Zeit der Hunsrück-Eifel-Kultur (HEK). Unter den Bestattungen überwiegen Brandgräber deutlich.

## Liste der Grabfelder
In der folgenden Liste finden sich alle bisher bekannten Fundorte von Gräberanlagen auf der Gemarkung von Ferschweiler:
| Fundort                                             | Geokoordinaten                  | Beschreibung                  | Zeitstellung                                              | Archäologische Befunde |
| --------------------------------------------------- | ------------------------------- | ----------------------------- | --------------------------------------------------------- | --- |
| Innerhalb der heutigen Ortslage, östlicher Bereich  | 49° 51′ 42,6″ N, 6° 24′ 39,9″ O | Adelsgrab                     | HEK: Ende des 7. Jahrhunderts v. Chr. bis ca. 300 v. Chr. | 1879 und 1923 unsachgemäß untersuchter Grabhügel mit einem Durchmesser von 35 m. Entdeckung eines Adelsgrabs der HEK mit prunkvoller Ausstattung. Unter anderem ein etruskischer Bronzebecher sowie Goldblechbeschläge von einem Trinkhorn. 1879 wurde in 1,5 m Tiefe eine weitere Brandbestattung entdeckt. Später fanden sich auch im westlichen Teil des Grabhügels Nachbestattungen. Unter den Beigaben fand sich vor allem grobgebrannte Keramik. Die Nachbestattungen können eisenzeitlich sowie römisch sein. |
| Innerhalb der heutigen Ortslage, nördlicher Bereich | 49° 51′ 56,8″ N, 6° 24′ 7,6″ O  | Brandgräberfeld               | Römisch                                                   | Entdeckung von drei Brandgräbern im Jahre 1939. Untersuchung und Bergung durch das Rheinische Landesmuseum Trier. Grob quadratische Grabgruben mit Umstellungen aus senkrechten Steinplatten. Beobachtet wurden Leichenbrand sowie Holzkohle. - Grab 1: Fund von Gefäßkeramik bestehend aus zwei Bechern und zwei Flaschen aus der Latènezeit sowie einer Distelfibel aus frühaugusteischer Zeit. - Grab 2: Fund von Keramik und zwei Bronzefibeln, darunter erneut eine Distelfibel aus frühaugusteischer Zeit. - Grab 3: Fund von Keramik sowie Terra Sigillata aus frühtiberischer Zeit. Im Jahre 1940 Fund eines weiteren Brandgrabes aus spätaugusteischer bis frühtiberischer Zeit. |
| Nördlich des Ortes an der K 19 in einer Ackerfläche | 49° 52′ 21,6″ N, 6° 24′ 17,7″ O | Brandgräberfeld               | Römisch                                                   | Fund von kalzinierten Knochen, vermutlich Leichenbrand, in den Jahren um 1990. Zudem Entdeckung einiger Keramikfragmente von Gefäßen aus römischer Zeit. Vermutlich handelte es sich um ein römisches Brandgräberfeld. |
| Nordöstlich des Ortes in einer Ackerfläche          | 49° 52′ 15,4″ N, 6° 24′ 39,8″ O | Grabsteinfragment             | Römisch: 3. Jahrhundert n. Chr.                           | Fund eines bearbeiteten Sandsteins im Jahre 1969. Vermutlich ein Fragment eines halbwalzenförmigen Sargdeckelsteins. Aufgrund der geographischen Nähe zum Brandgräberfeld 2 geht man mittlerweile von einem Zusammenhang aus. |
| Nordöstlich des Ortes in einer Ackerfläche          | 49° 52′ 15,4″ N, 6° 24′ 43,4″ O | Grabsteinfragment             | Römisch: 3. Jahrhundert n. Chr.                           | Fund eines Fragments eines Grabsteins mit Inschrift. Aufgrund der geographischen Nähe zum Brandgräberfeld 2 sowie zu dem Grabsteinfragment 1 geht man mittlerweile von einem Zusammenhang aus. |
| Südöstlich des Ortes in einer Ackerfläche           | 49° 51′ 31″ N, 6° 25′ 4,8″ O    | Fragment eines Steinmonuments | Römisch: 3. Jahrhundert n. Chr.                           | Fund eines Fragments eines Steinmonuments aus Sandstein mit Reliefverzierung. Zudem 1937 Fund von Keramikfragmenten bei Bauarbeiten. Zu dem Steinmonument gehört zudem eine runde Terrassierung, die als Fundament diente. Das Monument war vermutlich ein Grabpfeiler. Möglicherweise besteht zudem ein Zusammenhang mit der rund 200 m entfernten römischen Villenanlage. |
| Innerhalb der heutigen Ortslage, zentraler Bereich  | 49° 51′ 50,2″ N, 6° 24′ 17,3″ O | Brandgräberfeld               | Römisch: Erste Hälfte des 1. Jahrhunderts n. Chr.         | Fund von zehn frührömischen Brandgräbern bei Steinbrucharbeiten im Jahre 1949. Grabgruben in den Fels eingearbeitet und zum Teil mit Trockenmauern umstellt. Auffinden von Knochenresten und Leichenbrand. Unter den Beigaben fanden sich vor allem Keramiksets aus der Latènezeit sowie Fibeln. Die meisten Funde stammen aus frührömischer Zeit. 1950 wurde zudem ein Fragment eines Gefäßes aus der Eisenzeit in unmittelbarer Nähe entdeckt. |
| Südwestlich des Ortes in einem Waldgebiet           | 49° 51′ 22,9″ N, 6° 24′ 7,4″ O  | Brandgräberfeld               | Römisch                                                   | Im 19. Jahrhundert wurden bei Steinbrucharbeiten römische Brandgräber zerstört. 1876 und 1879 folgten Nachuntersuchungen. Gemäß den Untersuchungen handelte es sich um Brandgräber, die in den Fels eingelassen wurden. Unter den Beigaben fanden sich Keramik und Metallbeigaben, vor allem Bronzefibeln. 1927 wurden weitere römische Brandgräber zerstört. |
| Südwestlich des Ortes in einer Ackerfläche          | 49° 50′ 54,5″ N, 6° 23′ 40,1″ O | Brandgräberfeld               | Römisch                                                   | Fund mehrerer rechteckiger Aschenkisten. Fundort liegt etwa 300 m südwestlich einer römischen Siedlungsstelle. Vermutlich handelt es sich um ein römisches Brandgräberfeld, das in Verbindung mit der Siedlung steht. |

## Erhaltungszustand und Denkmalschutz
Die Gräberanlagen sind teils durch den landwirtschaftlichen Einfluss und teils durch die Überbauung heute nicht mehr in ihrer ursprünglichen Form vor Ort erhalten. Die einzigen Brandgräber innerhalb eines Waldgebietes wurden bereits bei den Steinbrucharbeiten zerstört.
Die Gräberfelder sind als eingetragene Kulturdenkmäler im Sinne des Denkmalschutzgesetzes des Landes Rheinland-Pfalz (DSchG) unter besonderen Schutz gestellt. Nachforschungen und gezieltes Sammeln von Funden sind genehmigungspflichtig, Zufallsfunde an die Denkmalbehörden zu melden.